# Mary-Louise Parkerová
Mary-Louise Parkerová (nepřechýleně Mary-Louise Parker; 2. srpna 1964, Fort Jackson, Jižní Karolína, USA) je americká herečka, dvakrát oceněná Zlatým glóbusem. Je známá díky rolím Sarah Rossové v Red (2010), i Red 2 (2013) a jako Nancy Botwinová v seriálu Tráva (2005–2012). Za roli v seriálu získala Zlatý glóbus a tři nominace na Cenu Emmy.

## Osobní život

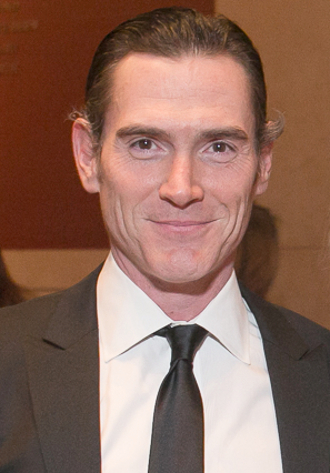
Billy Crudup, první manžel Mary-Louise Parkerové, v roce 2015

Mary-Louise Parkerová se narodila 2. srpna 1964 ve vojenském zařízení Fort Jackson v Jižní Karolíně jako nejmladší ze čtyř dětí Johna Morgana Parkera a jeho manželky Caroline Louise Parkerové (rozené Morell). Její otec byl soudce a sloužil v americké armádě. Její dědeček byl Švéd a mimo to má velice rozmanitý původ: anglicko-, skotsko-, irsko-, německo-, nizozemský. Kvůli otcově práci se rodina hodně stěhovala a Mary-Louise prožila tak dětství nejen v Texasu a Tennessee, ale i v Thajsku, Německu a Francii. Ona sama popisuje své dětství jako velmi nešťastné. Její rodiče se prý snažili udělat jí šťastnou a zařizovali jí vše, co si přála, přesto nebyla spokojená.
Vystudovala Marcos de Niza High School v arizonském městě Tempe, roku 1986 pak absolvovala na University of North Carolina School of the Arts.
Roku 1997 si vzala amerického herce Billyho Crudupa (* 1968; Mission: Impossible III, Velká ryba). Když byla Parkerová v sedmém měsíci těhotenství, rozhodl se ji Billy Crudup opustit kvůli mladší herečce Claire Danesové (* 1979; Ve jménu vlasti, Tak tohle je můj život). Crudup za svůj odchod od těhotné manželky schytal v tisku velkou kritiku a jeho vztah s Danesovou vydržel pouhé dva roky. Mezitím, se roku 2004 Mary-Louise narodil syn William Atticus Parker. Za kmotru mu šla americká herečka Susan Sarandonová (* 1946; Mrtvý muž přichází).
V prosinci 2006 začala Parkerová chodit s hercem Jeffreym Deanem Morganem (* 1966, Smrt v Šanghaji), se kterým se seznámila na natáčeni seriálu Tráva. 12. února 2008 pár oznámil zásnuby, avšak ještě v dubnu toho roku se rozešli. Během vztahu s Morganem Parkerová adoptovala ještě jako nemluvně dívku Caroline Aberash z Etiopie.
Mary-Louise Parkerová se zapojuje do humanitární činností. Jedná se například o spolupráci s nadací Hope North, která se zaměřuje na děti a mladé Uganďany, které postihla občanská válka.

## Kariéra
První role Parkerové přišla v pozdních 80. letech 20. století, kdy se objevila v televizním seriálu Ryan's Hope. V té době se také přestěhovala do New Yorku, kde se začala věnovat hlavně divadlu. Po několika menších divadelních rolích měla první větší debut ve hře Craiga Lucase Prelude to a Kiss (do češtiny volně přeloženo jako Předehra polibku), kde si zahrála hlavní ženskou postavu Ritu. Za výkon v této hře byla nominována na cenu Tony, která oceňuje nejlepší divadelní herce a počiny, avšak nominaci neproměnila.
Ve filmu se poprvé objevila roku 1989, více než deset let po Ryan's Hope, kdy si zahrála roli Lisi ve snímku Společník na dlouhé trati (Campbell Scott, Patrick Cassidy a Mary-Louise Parkerová v hlavní roli) a ještě toho roku získala i roli Charlotte ve filmu Příznaky života (Beau Bridges a Vincent D'Onofrio). O dva roky později, roku 1991 opět získala dvě role ve filmu. Roku 1994 si ve snímku Nebezpečný klient zahrála po boku Tommy Lee Jonese a ještě toho roku získala i roli Ellen ve snímku Výstřely na Broadwayi, kde hlavní roli ztvárnil John Cusack. Ve filmu Dámská jízda hrála hlavní roli po boku Drew Barrymoreové a Whoopi Goldberg.
Roku 2001 získala cenu Tony za roli v divadelní hře Proof v kategorii Nejlepší herečka. V roce 2003 získala roli jako manželka právníka v minisérii Andělé v Americe, za kterou získala cenu Emmy (kategorie Nejlepší herečka ve vedlejší roli v minisérii nebo televizním filmu) a Zlatý glób (kategorie Nejlepší ženský herecký výkon ve vedlejší roli v seriálu nebo minisérii). Tři roky po obdržení prvního Zlatého glóbu získala Parkerová i druhý, tentokrát v kategorii Nejlepší ženský herecký výkon v seriálu (komedie / muzikál) za seriál Tráva. V souvislosti s tím prohlásila, že souhlasí s legalizací marihuany a odmítla, že by bylo toto téma kontroverzní.
28. října 2010 měl v Česku premiéru film Red s Brucem Willisem v hlavní roli, kde Parkerová ztvárnila roli Sarah. Ve druhém pokračování filmu ztvárnila, společně s Willisem a Johnem Malkovichem, hlavní roli.

### Jiné aktivity
Od roku 2007 Parkerová aktivně přispívá svými články do magazínu Esquire. V listopadu 2015 pak vydavatelství Simon & Schuster vydalo monografii Mary-Louise Parkerové, psanou stylem dopisů a nazvanou Dear Mr. You.

## Filmografie

### Film

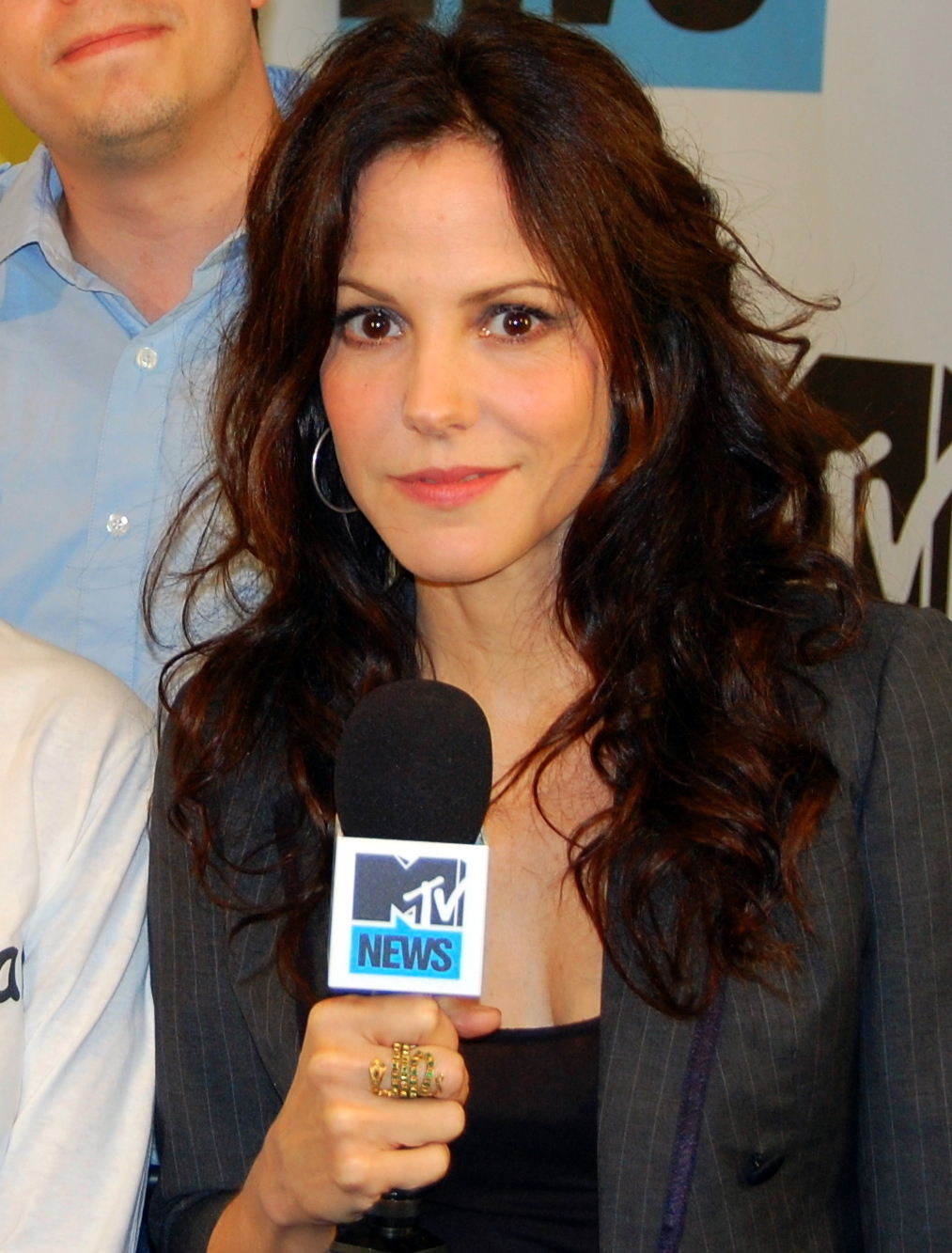
Mary-Louise Parkerová při rozhovoru v roce 2010

| Rok  | Název                                           | Role                 | Poznámky |
| ---- | ----------------------------------------------- | -------------------- | -------- |
| 1989 | Společník na dlouhé trati                       | Lisa                 |          |
| 1989 | Příznaky života                                 | Charlotte            |          |
| 1991 | Smažená zelená rajčata                          | Ruth Jamison         |          |
| 1991 | Grand Canyon                                    | Dee                  |          |
| 1993 | Pan Báječný                                     | Rita                 |          |
| 1993 | Nahý v New Yorku                                | Joanne White         |          |
| 1994 | Výstřely na Broadwayi                           | Ellen                |          |
| 1994 | Nebezpečný klient                               | Diamond              |          |
| 1995 | Bezstarostná                                    | Pooty                |          |
| 1995 | Dámská jízda                                    | Robin Nickerson      |          |
| 1996 | Portrét dámy                                    | Henrietta Stackpole  |          |
| 1997 | Vražedné pomyšlení                              | Caroline Walker      |          |
| 1997 | Suverén                                         | Důstojník Emily Peck |          |
| 1998 | Sbohem lásko                                    | Peggy Blane          |          |
| 1999 | Let the Devil Wear Black                        | Julia Hirsch         |          |
| 1999 | The Five Senses                                 | Rona                 |          |
| 2002 | Červený drak                                    | Molly Graham         |          |
| 2002 | The Quality of Mercy                            | Sarah Richardson     |          |
| 2002 | Samá voda                                       | Toni Edelman         |          |
| 2004 | Nejlepší zloděj světa                           | Sue Zaidman          |          |
| 2006 | Romance a cigarety                              | Constance Murder     |          |
| 2006 | Zabití Jesseho Jamese zbabělcem Robertem Fordem | Zee James            |          |
| 2008 | Kronika rodu Spiderwicků                        | Helen Grace          |          |
| 2009 | Muž v pokušení                                  | Jordan Karsch        |          |
| 2010 | Red                                             | Sarah Ross           |          |
| 2010 | Kvílení                                         | Gail Potter          |          |
| 2013 | R.I.P.D. – URNA: Útvar Rozhodně Neživých Agentů | Mildred Proctor      |          |
| 2013 | Red 2                                           | Sarah Ross           |          |
| 2014 | James Boy                                       | Tracy Burns          |          |
| 2014 | Behaving Badly                                  | Lucy Stevens         |          |
| 2016 | Chronicky metropolitní                          | Annabel              |          |
| 2017 | Zlatá střední cesta                             | Gwendolyn            |          |
| 2018 | Rudá volavka                                    | Stephanie Boucher    |          |

### Televize
| Rok     | Název                          | Role                  | Poznámky              |
| ------- | ------------------------------ | --------------------- | --------------------- |
| 1988    | Too Young the Hero             | Pearl Spencer         | TV film               |
| 1994    | Místo pro Annii                | Linda Marsten         | TV film               |
| 1995    | Sladký čas                     | Phyllis McGuire       | TV film               |
| 1998    | Saint Maybe                    | Lucy Dean Bedloe      | TV film               |
| 1998    | Mezi námi právníky             | Rica Martin           | TV film               |
| 1999    | Neobyčejný život Noe Dearborna | Dr. Valerie Crane     | TV film               |
| 2000    | Zamilovaný anděl               | Cate DeAngelo         | TV film               |
| 2001–06 | Západní křídlo                 | Amy Gardner           | 23 dílů               |
| 2002    | Muž, který prodal Ameriku      | Bonnie Hanssen        | TV film               |
| 2003    | Andělé v Americe               | Harper Pitt           | mini-série, 6 dílů    |
| 2004    | Miracle Run                    | Corrine Morgan-Thomas | TV film               |
| 2005    | Rodinná farma                  | Ellen Grier           | TV film               |
| 2005–12 | Tráva                          | Nancy Botwin          | hlavní role, 102 dílů |
| 2007    | Loupení jehňátek               | Zenia Arden           | TV film               |
| 2014    | Černá listina                  | Naomi Hyland          | 4 díly                |
| 2017    | When We Rise                   | Roma Guy              | 7 dílů                |
| 2017    | Miliardy                       | George Minchak        | 2 díly                |
| 2017    | Mr. Mercedes                   | Janey Patterson       | 6 dílů                |
| 2021    | Colin v černobílém             | Teresa Kaepernick     | 6 dílů                |

### Divadlo
| Rok     | Název                  | Role                | Poznámky                      |
| ------- | ---------------------- | ------------------- | ----------------------------- |
| 1989–90 | The Art of Success     | Jane Hogarth        | New York City Center Stage I  |
| 1990–91 | Předehra k polibku     | Rita Boyle          | Helen Hayes Theatre           |
| 1993    | Four Dogs and a Bone   | Brenda              | New York City Center Stage II |
| 1996    | Zastávka v Kansasu     | Cherie              | Circle in the Square Theatre  |
| 1997    | How I Learned to Drive | Li'l Bit            | Vineyard Theatre              |
| 2000–01 | Důkaz                  | Catherine Llewellyn | Walter Kerr Theatre           |
| 2004    | Reckless               | Rachel Fitzsimons   | Samuel J. Friedman Theatre    |
| 2008    | Dead Man's Cell Phone  | Jean                | Playwrights Horizons          |
| 2009    | Hedda Gablerová        | Hedda Tesman        | American Airlines Theatre     |
| 2013    | The Snow Geese         | Elizabeth Gaesling  | Samuel J. Friedman Theatre    |
| 2015    | Heisenberg             | Georgie Burns       | New York City Center Stage II |
| 2016    | Heisenberg             | Georgie Burns       | Samuel J. Friedman Theatre    |
| 2018    | The Sound Inside       | Bella Baird         | Williamstown Theatre Festival |
| 2019–20 | The Sound Inside       | Bella Baird         | Studio 54 Theatre             |
| 2022    | How I Learned to Drive | Li'l Bit            | Samuel J. Friedman Theatre    |